# Akuseki-jima

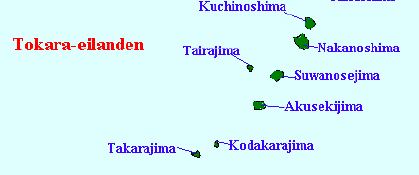
Tokara-Inseln

Akuseki-jima (jap. 悪石島) ist eine Vulkaninsel der Tokara-Inseln, die wiederum einen Teil der japanischen Ryūkyū-Inseln bilden.
Der andesitisch-dazitische Stratovulkan wird durch zwei Gipfel-Krater gebildet, den Biro-yama (ビロ山; 355,5 m) sowie den Naka-dake (中岳; 464 m). Der Mitake (御岳; 584,0 m) Lavadom bildet den höchsten Punkt der 2,5 × 3,2 Kilometer (7,49 km²) messenden Insel. Der dazitische Omune-Lavastrom an der Nordost-Flanke wurde mittels der Kalium-Argon-Datierung auf ein Alter von 80.000 Jahren bestimmt.
Die Insel hat etwa 70 Einwohner, die von Toshima verwaltet werden. Die Insel verfügt über einen Hafen, aber keinen Flughafen. Es gibt eine regelmäßige Fährverbindung nach Kagoshima auf dem Festland. Die Fahrzeit beträgt ca. 10 Stunden.

## Geschichte
Seit wann die Insel bekannt ist, ist unbekannt. Die erste Erwähnung erfährt sie in der japanischen Reichschronik Nihonshoki (ca. 720).
Bis 1624 war sie Teil des Königreichs Ryūkyū und seit 1609 unter der Herrschaft des japanischen Shimazu-Klans.
Nach der Meiji-Restauration 1879 wurden diese Inseln – wie andere auch – der Provinz Ōsumi zugeschlagen.
Im Frühjahr 1945 wurde die Insel von den USA besetzt und am 10. Februar 1952 wieder an Japan zurückgegeben.

### Zweiter Weltkrieg
Am 22. August 1944 passierte ein japanischer Geleitzug die Insel. Zwischen 22:00 und 22:30 Uhr wurde der Konvoi von dem amerikanischen U-Boot Bowfin angegriffen und der Transporter Tsushima Maru sank binnen 15 Minuten. Der Konvoi sollte die Einwohner der Ryukyu-Inseln evakuieren. Daher war das Schiff mit 1788 Personen beladen. Es konnten noch 259 Personen gerettet werden. Das Unglück war in ganz Japan bekannt, da auch 826 Kinder an Bord waren, von denen 741 getötet wurden.
Am 12. Dezember 1997 fand ein Team der JAMSTEC (Japan Marine Science and Technology Center) das Wrack des Schiffes etwa 10 Meilen nordwestlich von Akuseki-jima.

## Verschiedenes
- Der Asteroid 10164 ist nach Akusekijima benannt.
- Die Insel war eine der besten Beobachtungspunkte für die totale Sonnenfinsternis am 22. Juli 2009. Diese Sonnenfinsternis ist mit der auf 24°13′ nördlicher Breite und 144°6′ östlicher Länge maximal erreichten Dauer von 6 Minuten und 39 Sekunden die längste Sonnenfinsternis des 21. Jahrhunderts. Auf Akuseki-jima war die Dauer der totalen Verfinsterung mit 6 Minuten und 20 Sekunden nur geringfügig kürzer. Die Bevölkerung der Insel war beunruhigt wegen der tausenden Besucher, die bei diesem Ereignis erwartet werden. Die Anzahl der Gasthäuser wird mit fünf angegeben, die über 66 Betten verfügen. Auch sind die Trinkwassermengen begrenzt.